# Ивановская, Александра Семёновна
Александра Семеновна Ивановская (по мужу Малышева; 1851, с. Соковнино, Тульская губерния — 1917, Сердобск, Саратовская губерния) — русская революционерка, народница.

## Биография
Родилась в деревне Соковнино Чернского уезда Тульской губернии (ныне Плавского района Тульской области) в семье православного священника. Кроме Александры в семье воспитывались сёстры Прасковья, Евдокия; братья — Василий, Иван и Пётр. Сестра — Евдокия Семёновна Ивановская — жена писателя В. Г. Короленко, брат Василий Семёнович — революционер-народник, врач.
В 1872 году училась в Петербурге на Высших курсах П. Ф. Лесгафта и примкнула к революционному движению.
Привлекалась к дознанию, возникшему в феврале 1876 года в Москве, по обвинению в участии в противоправитительственном обществе для пропаганды в народе (дело Ивановского-Ионова). Содержалась под стражей в течение семи месяцев и была освобождена под залог. По высочайшему повелению 17 июля 1877 года дело о ней разрешено в административном порядке с высылкою её на родину, с водворением в доме отца и с учреждением гласного надзора полиции.
В ноябре 1877 года уехала в Москву без разрешения и проживала под нелегальной фамилией. Принимала участие в революционном рабочем кружке «Общество друзей» организации «Земля и Воля». Была арестована 27 октября 1879 года в Москве и в октябре 1880 года была выслана под надзор полиции в Холмогоры (Архангельская губерния).
Затем была выслана на пять лет в Туринск (Тобольская губерния), где вышла замуж за Сергея Андреевича Малышева (1853—1920).
C 1890-х гг. жила в имении Дубровка в Сердобском уезде Саратовской губернии вместе с мужем С. А. Малышевым.

Умерла в Сердобске в 1917 году.

## Муж
- Малышев, Сергей Андреевич

## Братья и сёстры
- Василий Семёнович Ивановский
- Прасковья Семёновна Ивановская
- Евдокия Семёновна Ивановская
- Ивановский, Иван Семёнович (род. около 1859 года) — воспитанник Белевской духовной семинарии. Привлекался к дознанию в феврале 1876 года по обвинению в участии в противоправительственном обществе для пропаганды в народе: распространял среди семинаристов запрещённые издания. Исключен из семинарии, около двух лет находился в Тульской тюрьме. По высочайшему повелению 17 июля 1877 года дело о нём разрешено в административном порядке с учреждением за ним негласного надзора.
- Ивановский, Петр Семёнович (род. около 1863 года) — учился на дому у брата Василия, а после его ареста перешёл на квартиру Евдокии Семёновны Ивановской, где и был арестован в возрасте 13 лет. Привлекался к дознанию в феврале 1876 года в Москве по обвинению в участии в противоправительственном обществе для пропаганды. Освобождён через три недели. По высочайшему повелению 17 июля 1877 года дело о нём прекращено.